# Saison 2024-2025 des Knicks de New York
La saison 2024-2025 des Knicks de New York est la 79e saison de la franchise au sein de la National Basketball Association (NBA).
Le 27 mars, les Knicks se qualifient pour les playoffs. 
Le 31 mai, ils sont éliminés par les Pacers de l'Indiana en finales de conférence (2-4) après avoir battu les Pistons de Détroit au premier tour (4-2) et les Celtics de Boston en demi-finales de conférence (4-2). 

## Draft
| Tour | Choix | Joueur         | Poste | Nationalité     | Provenance                    |
| ---- | ----- | -------------- | ----- | --------------- | ----------------------------- |
| 1    | 24    | Kyshawn George | SG    | Suisse / Canada | Hurricanes de Miami           |
| 1    | 25    | Pacôme Dadiet  | SF    | France          | Ratiopharm Ulm (Allemagne)    |
| 2    | 38    | Ajay Mitchell  | PG/SG | Belgique        | Gauchos de l'UC Santa Barbara |

## Matchs

### Summer League
| Summer League Total: 3-2 |

| Match | Date match | Équipe     | Score     | Meilleur marqueur         | Meilleur rebondeur     | Meilleur passeur | Lieux Spectateurs      | Série |
| ----- | ---------- | ---------- | --------- | ------------------------- | ---------------------- | ---------------- | ---------------------- | ----- |
| 1     | 13 juillet | Charlotte  | D 90-93   | Duane Washington Jr. (26) | Kolek, Skapintsev (7)  | Tyler Kolek (7)  | Thomas & Mack Center 0 | 0 - 1 |
| 2     | 16 juillet | Brooklyn   | D 85-92   | Duane Washington Jr. (21) | Dmytro Skapintsev (9)  | Tyler Kolek (7)  | Thomas & Mack Center 0 | 0 - 2 |
| 3     | 17 juillet | Sacramento | V 106-105 | Tyler Kolek (21)          | Ariel Hukporti (10)    | Tyler Kolek (8)  | Cox Pavilion 0         | 1 - 2 |
| 4     | 19 juillet | Détroit    | V 91-90   | Dmytro Skapintsev (17)    | Dmytro Skapintsev (10) | Tyler Kolek (7)  | Cox Pavilion 0         | 2 - 2 |
| 5     | 20 juillet | Atlanta    | V 90-82   | Obadiah Noel (15)         | Hukporti, Johnson (7)  | Tyler Kolek (6)  | Thomas & Mack Center 0 | 3 - 2 |

### Pré-saison
| Pré-saison Total: 4-1 (Domicile : 3-0; Extérieur : 1-1) |

| Match | Date match | Équipe       | Score     | Meilleur marqueur       | Meilleur rebondeur      | Meilleur passeur  | Lieux Spectateurs            | Série |
| ----- | ---------- | ------------ | --------- | ----------------------- | ----------------------- | ----------------- | ---------------------------- | ----- |
| 1     | 6 octobre  | @ Charlotte  | V 111-109 | Miles McBride (22)      | Jericho Sims (10)       | Cameron Payne (6) | Spectrum Center 10 486       | 1 - 0 |
| 2     | 9 octobre  | Washington   | V 117-94  | Karl-Anthony Towns (25) | Karl-Anthony Towns (12) | Hart, Kolek (5)   | Madison Square Garden 19 161 | 2 - 0 |
| 3     | 13 octobre | Minnesota    | V 115-110 | Jalen Brunson (24)      | Karl-Anthony Towns (16) | Jalen Brunson (6) | Madison Square Garden 19 812 | 3 - 0 |
| 4     | 15 octobre | Charlotte    | V 111-105 | Precious Achiuwa (20)   | Precious Achiuwa (16)   | Tyler Kolek (9)   | Madison Square Garden 19 355 | 4 - 0 |
| 5     | 18 octobre | @ Washington | D 117-118 | Jalen Brunson (27)      | Karl-Anthony Towns (12) | Jalen Brunson (5) | Capital One Arena 11 894     | 4 - 1 |

### Saison régulière
| Saison régulière Total: 51-31 (Domicile : 27-14; Extérieur : 24-27) |

| Match | Date match | Équipe    | Score     | Meilleur marqueur       | Meilleur rebondeur      | Meilleur passeur     | Lieux Spectateurs            | Série |
| ----- | ---------- | --------- | --------- | ----------------------- | ----------------------- | -------------------- | ---------------------------- | ----- |
| 1     | 22 octobre | @ Boston  | D 109-132 | Brunson, McBride (22)   | Jericho Sims (9)        | Cameron Payne (4)    | TD Garden 19 156             | 0 - 1 |
| 2     | 25 octobre | Indiana   | V 123-98  | Jalen Brunson (26)      | Karl-Anthony Towns (15) | Bridges, Brunson (5) | Madison Square Garden 19 812 | 1 - 1 |
| 3     | 28 octobre | Cleveland | D 104-110 | Jalen Brunson (21)      | Josh Hart (13)          | Jalen Brunson (7)    | Madison Square Garden 19 812 | 1 - 2 |
| 4     | 30 octobre | @ Miami   | V 116-107 | Karl-Anthony Towns (44) | Josh Hart (14)          | Jalen Brunson (9)    | Kaseya Center 19 620         | 2 - 2 |

| Match                                  | Date match   | Équipe          | Score     | Meilleur marqueur       | Meilleur rebondeur      | Meilleur passeur       | Lieux Spectateurs               | Série  |
| -------------------------------------- | ------------ | --------------- | --------- | ----------------------- | ----------------------- | ---------------------- | ------------------------------- | ------ |
| 5                                      | 1er novembre | @ Détroit       | V 128-98  | Jalen Brunson (36)      | Karl-Anthony Towns (11) | Karl-Anthony Towns (7) | Little Caesars Arena 17 022     | 3 - 2  |
| 6                                      | 4 novembre   | @ Houston       | D 97-109  | Jalen Brunson (29)      | Karl-Anthony Towns (19) | Jalen Brunson (8)      | Toyota Center 16 417            | 3 - 3  |
| 7                                      | 6 novembre   | @ Atlanta       | D 116-121 | Karl-Anthony Towns (34) | Karl-Anthony Towns (16) | Josh Hart (8)          | State Farm Arena 16 072         | 3 - 4  |
| 8                                      | 8 novembre   | Milwaukee       | V 116-94  | Karl-Anthony Towns (32) | Karl-Anthony Towns (11) | Jalen Brunson (9)      | Madison Square Garden 19 812    | 4 - 4  |
| 9                                      | 10 novembre  | @ Indiana       | D 121-132 | Jalen Brunson (33)      | Josh Hart (10)          | Jalen Brunson (10)     | Gainbridge Fieldhouse 17 274    | 4 - 5  |
| 10                                     | 12 novembre  | @ Philadelphie* | V 111-99  | OG Anunoby (24)         | Karl-Anthony Towns (13) | Josh Hart (10)         | Wells Fargo Center 19 758       | 5 - 5  |
| 11                                     | 13 novembre  | Chicago         | D 123-124 | Karl-Anthony Towns (46) | Karl-Anthony Towns (10) | Jalen Brunson (8)      | Madison Square Garden 19 812    | 5 - 6  |
| 12                                     | 15 novembre  | Brooklyn*       | V 124-122 | Jalen Brunson (37)      | Josh Hart (9)           | Josh Hart (9)          | Madison Square Garden 19 812    | 6 - 6  |
| 13                                     | 17 novembre  | Brooklyn        | V 114-104 | Karl-Anthony Towns (26) | Karl-Anthony Towns (15) | Jalen Brunson (10)     | Madison Square Garden 19 812    | 7 - 6  |
| 14                                     | 18 novembre  | Washington      | V 134-106 | Jalen Brunson (26)      | Karl-Anthony Towns (12) | Jalen Brunson (11)     | Madison Square Garden 19 812    | 8 - 6  |
| 15                                     | 20 novembre  | @ Phoenix       | V 138-122 | Jalen Brunson (36)      | Josh Hart (11)          | Jalen Brunson (10)     | Footprint Center 17 071         | 9 - 6  |
| 16                                     | 23 novembre  | @ Utah          | D 106-121 | OG Anunoby (27)         | Karl-Anthony Towns (16) | Jalen Brunson (8)      | Delta Center 18 175             | 9 - 7  |
| 17                                     | 25 novembre  | @ Denver        | V 145-118 | OG Anunoby (40)         | Karl-Anthony Towns (15) | Jalen Brunson (17)     | Ball Arena 19 842               | 10 - 7 |
| 18                                     | 27 novembre  | @ Dallas        | D 114-129 | Jalen Brunson (37)      | Karl-Anthony Towns (14) | Jalen Brunson (7)      | American Airlines Center 20 413 | 10 - 8 |
| 19                                     | 29 novembre  | @ Charlotte*    | V 99-98   | Jalen Brunson (31)      | Hart, Towns (12)        | Jalen Brunson (6)      | Spectrum Center 19 313          | 11 - 8 |
| *Matchs comptant pour la NBA Cup 2024. |              |                 |           |                         |                         |                        |                                 |        |

| Match                                  | Date match   | Équipe                | Score          | Meilleur marqueur       | Meilleur rebondeur      | Meilleur passeur   | Lieux Spectateurs            | Série   |
| -------------------------------------- | ------------ | --------------------- | -------------- | ----------------------- | ----------------------- | ------------------ | ---------------------------- | ------- |
| 20                                     | 1er décembre | La Nouvelle-Orléans   | V 118-85       | Mikal Bridges (31)      | Karl-Anthony Towns (19) | Jalen Brunson (9)  | Madison Square Garden 19 812 | 12 - 8  |
| 21                                     | 3 décembre   | Orlando*              | V 121-106      | Karl-Anthony Towns (23) | Karl-Anthony Towns (15) | Josh Hart (10)     | Madison Square Garden 19 812 | 13 - 8  |
| 22                                     | 5 décembre   | Charlotte             | V 125-101      | Karl-Anthony Towns (27) | Karl-Anthony Towns (16) | Mikal Bridges (7)  | Madison Square Garden 19 812 | 14 - 8  |
| 23                                     | 7 décembre   | Détroit               | D 111-120      | Jalen Brunson (31)      | Precious Achiuwa (10)   | Jalen Brunson (10) | Madison Square Garden 19 812 | 14 - 9  |
| 24                                     | 9 décembre   | @ Toronto             | V 113-108      | Karl-Anthony Towns (24) | Karl-Anthony Towns (15) | Jalen Brunson (11) | Scotiabank Arena 18 284      | 15 - 9  |
| 25                                     | 11 décembre  | Atlanta*              | D 100-108      | Josh Hart (21)          | Karl-Anthony Towns (19) | Jalen Brunson (8)  | Madison Square Garden 19 812 | 15 - 10 |
| 26                                     | 15 décembre  | @ Orlando             | V 100-91       | Jalen Brunson (31)      | Karl-Anthony Towns (22) | Trois joueurs (5)  | Kia Center 17 029            | 16 - 10 |
| 27                                     | 19 décembre  | @ Minnesota           | V 133-107      | Karl-Anthony Towns (32) | Karl-Anthony Towns (20) | Miles McBride (8)  | Target Center 18 978         | 17 - 10 |
| 28                                     | 21 décembre  | @ La Nouvelle-Orléans | V 104-93       | Jalen Brunson (39)      | Karl-Anthony Towns (10) | Jalen Brunson (6)  | Smoothie King Center 16 696  | 18 - 10 |
| 29                                     | 23 décembre  | Toronto               | V 139-125      | Anunoby, Towns (31)     | Karl-Anthony Towns (10) | Brunson, Towns (7) | Madison Square Garden 19 812 | 19 - 10 |
| 30                                     | 25 décembre  | San Antonio           | V 117-114      | Mikal Bridges (41)      | Josh Hart (12)          | Jalen Brunson (9)  | Madison Square Garden 19 812 | 20 - 10 |
| 31                                     | 27 décembre  | @ Orlando             | V 108-85       | Jalen Brunson (26)      | Josh Hart (13)          | Jalen Brunson (9)  | Kia Center 18 961            | 21 - 10 |
| 32                                     | 28 décembre  | @ Washington          | V 136-132 (OT) | Jalen Brunson (55)      | Karl-Anthony Towns (14) | Jalen Brunson (9)  | Capital One Arena 20 385     | 22 - 10 |
| 33                                     | 30 décembre  | @ Washington          | V 126-106      | Karl-Anthony Towns (32) | Josh Hart (15)          | Josh Hart (10)     | Capital One Arena 20 385     | 23 - 10 |
| *Matchs comptant pour la NBA Cup 2024. |              |                       |                |                         |                         |                    |                              |         |

| Match | Date match  | Équipe          | Score          | Meilleur marqueur       | Meilleur rebondeur      | Meilleur passeur       | Lieux Spectateurs             | Série   |
| ----- | ----------- | --------------- | -------------- | ----------------------- | ----------------------- | ---------------------- | ----------------------------- | ------- |
| 34    | 1er janvier | Utah            | V 119-103      | Karl-Anthony Towns (31) | Karl-Anthony Towns (21) | Josh Hart (12)         | Madison Square Garden 19 812  | 24 - 10 |
| 35    | 3 janvier   | @ Oklahoma City | D 107-117      | Mikal Bridges (24)      | Karl-Anthony Towns (22) | Jalen Brunson (9)      | Paycom Center Not Yet Counted | 24 - 11 |
| 36    | 4 janvier   | @ Chicago       | D 126-139      | Karl-Anthony Towns (44) | Hart, Towns (16)        | Josh Hart (10)         | United Center 22 491          | 24 - 12 |
| 37    | 6 janvier   | Orlando         | D 94-103       | Bridges, Brunson (24)   | Josh Hart (14)          | Jalen Brunson (4)      | Madison Square Garden 19 812  | 24 - 13 |
| 38    | 8 janvier   | Toronto         | V 112-98       | Anunoby, Towns (27)     | Karl-Anthony Towns (13) | Brunson, Hart (7)      | Madison Square Garden 19 812  | 25 - 13 |
| 39    | 10 janvier  | Oklahoma City   | D 101-126      | Jalen Brunson (27)      | Josh Hart (13)          | Brunson, McBride (5)   | Madison Square Garden 19 812  | 25 - 14 |
| 40    | 12 janvier  | Milwaukee       | V 140-106      | Jalen Brunson (44)      | Karl-Anthony Towns (18) | Bridges, Brunson (6)   | Madison Square Garden 19 812  | 26 - 14 |
| 41    | 13 janvier  | Détroit         | D 119-124      | Jalen Brunson (31)      | Josh Hart (14)          | Jalen Brunson (11)     | Madison Square Garden 19 812  | 26 - 15 |
| 42    | 15 janvier  | @ Philadelphie  | V 125-119 (OT) | Jalen Brunson (38)      | Josh Hart (17)          | Josh Hart (12)         | Wells Fargo Center 20 088     | 27 - 15 |
| 43    | 17 janvier  | Minnesota       | D 99-116       | Jalen Brunson (26)      | OG Anunoby (10)         | Bridges, Brunson (5)   | Madison Square Garden 19 812  | 27 - 16 |
| 44    | 20 janvier  | Atlanta         | V 119-110      | Jalen Brunson (34)      | Trois joueurs (9)       | Karl-Anthony Towns (7) | Madison Square Garden 19 812  | 28 - 16 |
| 45    | 21 janvier  | @ Brooklyn      | V 99-95        | Karl-Anthony Towns (25) | Karl-Anthony Towns (16) | Josh Hart (9)          | Barclays Center 17 926        | 29 - 16 |
| 46    | 25 janvier  | Sacramento      | V 143-120      | OG Anunoby (33)         | Josh Hart (18)          | Brunson, Hart (11)     | Madison Square Garden 19 812  | 30 - 16 |
| 47    | 27 janvier  | Memphis         | V 143-106      | Mikal Bridges (28)      | Karl-Anthony Towns (11) | Bridges, Brunson (6)   | Madison Square Garden 19 812  | 31 - 16 |
| 48    | 29 janvier  | Denver          | V 122-112      | Jalen Brunson (30)      | Karl-Anthony Towns (10) | Jalen Brunson (15)     | Madison Square Garden 19 812  | 32 - 16 |

| Match                  | Date match  | Équipe       | Score          | Meilleur marqueur       | Meilleur rebondeur      | Meilleur passeur   | Lieux Spectateurs                     | Série   |
| ---------------------- | ----------- | ------------ | -------------- | ----------------------- | ----------------------- | ------------------ | ------------------------------------- | ------- |
| 49                     | 1er février | L.A. Lakers  | D 112-128      | Josh Hart (26)          | Precious Achiuwa (15)   | Josh Hart (11)     | Madison Square Garden 19 812          | 32 - 17 |
| 50                     | 3 février   | Houston      | V 124-118      | Jalen Brunson (42)      | Achiuwa, Towns (9)      | Jalen Brunson (10) | Madison Square Garden 19 812          | 33 - 17 |
| 51                     | 4 février   | @ Toronto    | V 121-115      | Jalen Brunson (28)      | Karl-Anthony Towns (20) | Hart, Payne (6)    | Scotiabank Arena 17 398               | 34 - 17 |
| 52                     | 8 février   | Boston       | D 104-131      | Jalen Brunson (36)      | Karl-Anthony Towns (9)  | Jalen Brunson (5)  | Madison Square Garden Not Yet Counted | 34 - 18 |
| 53                     | 11 février  | @ Indiana    | V 128-115      | Karl-Anthony Towns (40) | Achiuwa, Towns (12)     | Cameron Payne (8)  | Gainbridge Fieldhouse 16 685          | 35 - 18 |
| 54                     | 12 février  | Atlanta      | V 149-148 (OT) | Karl-Anthony Towns (44) | Hart, Towns (10)        | Jalen Brunson (8)  | Madison Square Garden 19 812          | 36 - 18 |
| NBA All-Star Game 2025 |             |              |                |                         |                         |                    |                                       |         |
| 55                     | 20 février  | Chicago      | V 113-111 (OT) | Karl-Anthony Towns (32) | Karl-Anthony Towns (18) | Jalen Brunson (12) | Madison Square Garden 19 812          | 37 - 18 |
| 56                     | 21 février  | @ Cleveland  | D 105-142      | Jalen Brunson (26)      | Precious Achiuwa (10)   | Mikal Bridges (5)  | Rocket Arena 19 432                   | 37 - 19 |
| 57                     | 23 février  | @ Boston     | D 105-118      | Karl-Anthony Towns (24) | Karl-Anthony Towns (18) | Josh Hart (9)      | TD Garden 19 156                      | 37 - 20 |
| 58                     | 26 février  | Philadelphie | V 110-105      | Jalen Brunson (34)      | Josh Hart (17)          | Jalen Brunson (7)  | Madison Square Garden 19 812          | 38 - 20 |
| 59                     | 28 février  | @ Memphis    | V 114-113      | Jalen Brunson (23)      | Brunson, Towns (7)      | Brunson, Hart (6)  | FedExForum 17 794                     | 39 - 20 |

| Match | Date match | Équipe          | Score          | Meilleur marqueur       | Meilleur rebondeur      | Meilleur passeur     | Lieux Spectateurs            | Série   |
| ----- | ---------- | --------------- | -------------- | ----------------------- | ----------------------- | -------------------- | ---------------------------- | ------- |
| 60    | 2 mars     | @ Miami         | V 116-112 (OT) | Jalen Brunson (31)      | Karl-Anthony Towns (16) | Mikal Bridges (8)    | Kaseya Center 19 725         | 40 - 20 |
| 61    | 4 mars     | Golden State    | D 102-114      | OG Anunoby (29)         | Precious Achiuwa (15)   | Jalen Brunson (7)    | Madison Square Garden 19 812 | 40 - 21 |
| 62    | 6 mars     | @ L.A. Lakers   | D 109-113 (OT) | Jalen Brunson (39)      | Karl-Anthony Towns (14) | Jalen Brunson (10)   | Crypto.com Arena 18 997      | 40 - 22 |
| 63    | 7 mars     | @ L.A. Clippers | D 95-105       | Karl-Anthony Towns (23) | Josh Hart (20)          | Hart, McBride (6)    | Intuit Dome 17 927           | 40 - 23 |
| 64    | 10 mars    | @ Sacramento    | V 133-104      | Karl-Anthony Towns (26) | Karl-Anthony Towns (9)  | Bridges, Anunoby (8) | Golden 1 Center 16 539       | 41 - 23 |
| 65    | 12 mars    | @ Portland      | V 114-113 (OT) | Mikal Bridges (33)      | Josh Hart (11)          | Josh Hart (9)        | Moda Center 17 510           | 42 - 23 |
| 66    | 15 mars    | @ Golden State  | D 94-97        | Karl-Anthony Towns (29) | Karl-Anthony Towns (12) | Josh Hart (7)        | Chase Center 18 064          | 42 - 24 |
| 67    | 17 mars    | Miami           | V 116-95       | Mikal Bridges (28)      | Josh Hart (13)          | Josh Hart (11)       | Madison Square Garden 19 812 | 43 - 24 |
| 68    | 19 mars    | @ San Antonio   | D 105-120      | Karl-Anthony Towns (32) | Mitchell Robinson (11)  | Mikal Bridges (7)    | Frost Bank Center 18 521     | 43 - 25 |
| 69    | 20 mars    | @ Charlotte     | D 98-115       | OG Anunoby (25)         | Karl-Anthony Towns (10) | Trois joueurs (6)    | Spectrum Center 18 557       | 43 - 26 |
| 70    | 22 mars    | Washington      | V 122-103      | Karl-Anthony Towns (31) | Josh Hart (12)          | Tyler Kolek (8)      | Madison Square Garden 19 812 | 44 - 26 |
| 71    | 25 mars    | Dallas          | V 128-113      | OG Anunoby (35)         | Hart, Towns (12)        | Hart, Towns (11)     | Madison Square Garden 19 812 | 45 - 26 |
| 72    | 26 mars    | L.A. Clippers   | D 113-126      | Karl-Anthony Towns (34) | Karl-Anthony Towns (14) | Josh Hart (6)        | Madison Square Garden 19 812 | 45 - 27 |
| 73    | 28 mars    | @ Milwaukee     | V 116-107      | OG Anunoby (31)         | Josh Hart (14)          | Josh Hart (8)        | Fiserv Forum 17 605          | 46 - 27 |
| 74    | 30 mars    | Portland        | V 110-93       | Anunoby, Bridges (28)   | Karl-Anthony Towns (11) | Josh Hart (9)        | Madison Square Garden 19 812 | 47 - 27 |

| Match | Date match | Équipe       | Score          | Meilleur marqueur       | Meilleur rebondeur      | Meilleur passeur    | Lieux Spectateurs            | Série   |
| ----- | ---------- | ------------ | -------------- | ----------------------- | ----------------------- | ------------------- | ---------------------------- | ------- |
| 75    | 1er avril  | Philadelphie | V 105-91       | OG Anunoby (27)         | Mitchell Robinson (14)  | Tyler Kolek (7)     | Madison Square Garden 19 314 | 48 - 27 |
| 76    | 2 avril    | @ Cleveland  | D 105-124      | Karl-Anthony Towns (25) | Karl-Anthony Towns (13) | Anunoby, Wright (6) | Rocket Arena 19 432          | 48 - 28 |
| 77    | 5 avril    | @ Atlanta    | V 121-105      | Karl-Anthony Towns (30) | Karl-Anthony Towns (11) | Josh Hart (11)      | State Farm Arena 16 199      | 49 - 28 |
| 78    | 6 avril    | Phoenix      | V 112-98       | OG Anunoby (32)         | Karl-Anthony Towns (13) | Brunson, Payne (6)  | Madison Square Garden 19 812 | 50 - 28 |
| 79    | 8 avril    | Boston       | D 117-119 (OT) | Karl-Anthony Towns (34) | Karl-Anthony Towns (14) | Jalen Brunson (10)  | Madison Square Garden 19 812 | 50 - 29 |
| 80    | 10 avril   | @ Détroit    | D 106-115      | Karl-Anthony Towns (25) | Achiuwa, Towns (10)     | Miles McBride (5)   | Little Caesars Arena 20 062  | 50 - 30 |
| 81    | 11 avril   | Cleveland    | D 102-108      | Jalen Brunson (27)      | Josh Hart (11)          | Mikal Bridges (8)   | Madison Square Garden 19 812 | 50 - 31 |
| 82    | 13 avril   | @ Brooklyn   | V 113-105      | Landry Shamet (29)      | Precious Achiuwa (9)    | Miles McBride (8)   | Barclays Center 17 926       | 51 - 31 |

### Playoffs
| Playoffs Total: 10-8 (Domicile : 4-5; Extérieur : 6-3) |

| Match | Date match | Équipe    | Score     | Meilleur marqueur       | Meilleur rebondeur      | Meilleur passeur   | Lieux Spectateurs            | Série |
| ----- | ---------- | --------- | --------- | ----------------------- | ----------------------- | ------------------ | ---------------------------- | ----- |
| 1     | 19 avril   | Détroit   | V 123-112 | Jalen Brunson (34)      | Karl-Anthony Towns (11) | Jalen Brunson (8)  | Madison Square Garden 19 812 | 1 - 0 |
| 2     | 21 avril   | Détroit   | D 94-100  | Jalen Brunson (37)      | Hart, Robinson (7)      | Jalen Brunson (7)  | Madison Square Garden 19 812 | 1 - 1 |
| 3     | 24 avril   | @ Détroit | V 118-116 | Karl-Anthony Towns (31) | Josh Hart (11)          | Brunson, Hart (9)  | Little Caesars Arena 20 062  | 2 - 1 |
| 4     | 27 avril   | @ Détroit | V 94-93   | Jalen Brunson (32)      | Josh Hart (10)          | Jalen Brunson (11) | Little Caesars Arena 20 062  | 3 - 1 |
| 5     | 29 avril   | Détroit   | D 103-106 | OG Anunoby (19)         | Robinson, Towns (11)    | Jalen Brunson (7)  | Madison Square Garden 19 812 | 3 - 2 |
| 6     | 1er mai    | @ Détroit | V 116-113 | Jalen Brunson (40)      | Karl-Anthony Towns (15) | Jalen Brunson (7)  | Little Caesars Arena 20 062  | 4 - 2 |

| Match | Date match | Équipe   | Score          | Meilleur marqueur     | Meilleur rebondeur      | Meilleur passeur   | Lieux Spectateurs            | Série |
| ----- | ---------- | -------- | -------------- | --------------------- | ----------------------- | ------------------ | ---------------------------- | ----- |
| 1     | 5 mai      | @ Boston | V 108-105 (OT) | Anunoby, Brunson (29) | Karl-Anthony Towns (13) | Mikal Bridges (7)  | TD Garden 19 156             | 1 - 0 |
| 2     | 7 mai      | @ Boston | V 91-90        | Josh Hart (23)        | Karl-Anthony Towns (17) | Jalen Brunson (7)  | TD Garden 19 156             | 2 - 0 |
| 3     | 10 mai     | Boston   | D 93-115       | Jalen Brunson (27)    | Karl-Anthony Towns (15) | Jalen Brunson (7)  | Madison Square Garden 19 812 | 2 - 1 |
| 4     | 12 mai     | Boston   | V 121-113      | Jalen Brunson (39)    | Karl-Anthony Towns (11) | Jalen Brunson (12) | Madison Square Garden 19 812 | 3 - 1 |
| 5     | 14 mai     | @ Boston | D 102-127      | Josh Hart (24)        | Mitchell Robinson (13)  | Jalen Brunson (6)  | TD Garden 19 156             | 3 - 2 |
| 6     | 16 mai     | Boston   | V 119-81       | Anunoby, Brunson (23) | Karl-Anthony Towns (12) | Josh Hart (11)     | Madison Square Garden 19 812 | 4 - 2 |

| Match | Date match | Équipe    | Score          | Meilleur marqueur       | Meilleur rebondeur      | Meilleur passeur     | Lieux Spectateurs            | Série |
| ----- | ---------- | --------- | -------------- | ----------------------- | ----------------------- | -------------------- | ---------------------------- | ----- |
| 1     | 21 mai     | Indiana   | D 135-138 (OT) | Jalen Brunson (43)      | Josh Hart (13)          | Josh Hart (7)        | Madison Square Garden 19 812 | 0 - 1 |
| 2     | 23 mai     | Indiana   | D 109-114      | Jalen Brunson (36)      | Mitchell Robinson (9)   | Jalen Brunson (11)   | Madison Square Garden 19 812 | 0 - 2 |
| 3     | 25 mai     | @ Indiana | V 106-100      | Karl-Anthony Towns (24) | Karl-Anthony Towns (15) | Josh Hart (4)        | Gainbridge Fieldhouse 17 274 | 1 - 2 |
| 4     | 27 mai     | @ Indiana | D 121-131      | Jalen Brunson (31)      | Karl-Anthony Towns (12) | Jalen Brunson (5)    | Gainbridge Fieldhouse 17 274 | 1 - 3 |
| 5     | 29 mai     | Indiana   | V 111-94       | Jalen Brunson (32)      | Karl-Anthony Towns (13) | Bridges, Brunson (5) | Madison Square Garden 19 812 | 2 - 3 |
| 6     | 31 mai     | @ Indiana | D 108-125      | OG Anunoby (24)         | Karl-Anthony Towns (14) | Jalen Brunson (7)    | Gainbridge Fieldhouse 17 274 | 2 - 4 |

### Confrontations en saison régulière
| Conférence Est      | Conférence Est                              | Conférence Est                              | Conférence Est                              | Conférence Est                              | Conférence Est                              | Conférence Ouest                            | Conférence Ouest                            | Conférence Ouest                            |
| Division Atlantique | Division Atlantique                         | Division Atlantique                         | Division Atlantique                         | Division Atlantique                         | Division Atlantique                         | Division Nord-Ouest                         | Division Nord-Ouest                         | Division Nord-Ouest                         |
| Équipe              | Domicile                                    | Domicile                                    | Domicile                                    | Extérieur                                   | Extérieur                                   | Équipe                                      | Domicile                                    | Extérieur                                   |
| ------------------- | ------------------------------------------- | ------------------------------------------- | ------------------------------------------- | ------------------------------------------- | ------------------------------------------- | ------------------------------------------- | ------------------------------------------- | ------------------------------------------- |
| Boston              | 104-131                                     | 117-119 (OT)                                |                                             | 109-132                                     | 105-118                                     | Denver                                      | 122-112                                     | 145-118                                     |
| Brooklyn            | 124-122                                     | 114-104                                     |                                             | 99-95                                       | 113-105                                     | Minnesota                                   | 99-116                                      | 133-107                                     |
|                     |                                             |                                             |                                             |                                             |                                             | Oklahoma City                               | 101-126                                     | 107-117                                     |
| Philadelphie        | 110-105                                     | 105-91                                      |                                             | 111-99                                      | 125-119 (OT)                                | Portland                                    | 110-93                                      | 114-113 (OT)                                |
| Toronto             | 139-125                                     | 112-98                                      |                                             | 113-108                                     | 121-115                                     | Utah                                        | 119-103                                     | 106-121                                     |
| Division            | 12–4 (Domicile : 6–2; Extérieur : 6–2)      | 12–4 (Domicile : 6–2; Extérieur : 6–2)      | 12–4 (Domicile : 6–2; Extérieur : 6–2)      | 12–4 (Domicile : 6–2; Extérieur : 6–2)      | 12–4 (Domicile : 6–2; Extérieur : 6–2)      | Division                                    | 6–4 (Domicile : 3–2; Extérieur : 3–2)       | 6–4 (Domicile : 3–2; Extérieur : 3–2)       |
| Division Centrale   | Division Centrale                           | Division Centrale                           | Division Centrale                           | Division Centrale                           | Division Centrale                           | Division Pacifique                          | Division Pacifique                          | Division Pacifique                          |
| Équipe              | Domicile                                    | Domicile                                    | Domicile                                    | Extérieur                                   | Extérieur                                   | Équipe                                      | Domicile                                    | Extérieur                                   |
| Chicago             | 123-124                                     | 113-111 (OT)                                |                                             | 126-139                                     |                                             | Golden State                                | 102-114                                     | 94-97                                       |
| Cleveland           | 104-110                                     | 102-108                                     |                                             | 105-142                                     | 105-124                                     | L.A. Clippers                               | 113-126                                     | 95-105                                      |
| Détroit             | 111-120                                     | 119-124                                     |                                             | 128-98                                      | 106-115                                     | L.A. Lakers                                 | 112-128                                     | 109-113 (OT)                                |
| Indiana             | 123-98                                      |                                             |                                             | 121-132                                     | 128-115                                     | Phoenix                                     | 112-98                                      | 138-122                                     |
| Milwaukee           | 116-94                                      | 140-106                                     |                                             | 116-107                                     |                                             | Sacramento                                  | 143-120                                     | 133-104                                     |
| Division            | 7–10 (Domicile : 4–5; Extérieur : 3–5)      | 7–10 (Domicile : 4–5; Extérieur : 3–5)      | 7–10 (Domicile : 4–5; Extérieur : 3–5)      | 7–10 (Domicile : 4–5; Extérieur : 3–5)      | 7–10 (Domicile : 4–5; Extérieur : 3–5)      | Division                                    | 4–6 (Domicile : 2–3; Extérieur : 2–3)       | 4–6 (Domicile : 2–3; Extérieur : 2–3)       |
| Division Sud-Est    | Division Sud-Est                            | Division Sud-Est                            | Division Sud-Est                            | Division Sud-Est                            | Division Sud-Est                            | Division Sud-Ouest                          | Division Sud-Ouest                          | Division Sud-Ouest                          |
| Équipe              | Domicile                                    | Domicile                                    | Domicile                                    | Extérieur                                   | Extérieur                                   | Équipe                                      | Domicile                                    | Extérieur                                   |
| Atlanta             | 100-108                                     | 119-110                                     | 149-148 (OT)                                | 116-121                                     | 121-105                                     | Dallas                                      | 128-113                                     | 114-129                                     |
| Charlotte           | 125-101                                     |                                             |                                             | 99-98                                       | 98-115                                      | Houston                                     | 124-118                                     | 97-109                                      |
| Miami               | 116-95                                      |                                             |                                             | 116-107                                     | 116-112 (OT)                                | Memphis                                     | 143-106                                     | 114-113                                     |
| Orlando             | 121-106                                     | 94-103                                      |                                             | 100-91                                      | 108-85                                      | New Orleans                                 | 118-85                                      | 104-93                                      |
| Washington          | 134-106                                     | 122-103                                     |                                             | 136-132 (OT)                                | 126-106                                     | San Antonio                                 | 117-114                                     | 105-120                                     |
| Division            | 14–4 (Domicile : 7–2; Extérieur : 7–2)      | 14–4 (Domicile : 7–2; Extérieur : 7–2)      | 14–4 (Domicile : 7–2; Extérieur : 7–2)      | 14–4 (Domicile : 7–2; Extérieur : 7–2)      | 14–4 (Domicile : 7–2; Extérieur : 7–2)      | Division                                    | 7–3 (Domicile : 5–0; Extérieur : 2–3)       | 7–3 (Domicile : 5–0; Extérieur : 2–3)       |
| Conférence          | 34–18 (Domicile : 17–9; Extérieur : 17–9)   | 34–18 (Domicile : 17–9; Extérieur : 17–9)   | 34–18 (Domicile : 17–9; Extérieur : 17–9)   | 34–18 (Domicile : 17–9; Extérieur : 17–9)   | 34–18 (Domicile : 17–9; Extérieur : 17–9)   | Conférence                                  | 17–13 (Domicile : 10–5; Extérieur : 7–8)    | 17–13 (Domicile : 10–5; Extérieur : 7–8)    |
| Total               | 51–31 (Domicile : 27–14; Extérieur : 24–17) | 51–31 (Domicile : 27–14; Extérieur : 24–17) | 51–31 (Domicile : 27–14; Extérieur : 24–17) | 51–31 (Domicile : 27–14; Extérieur : 24–17) | 51–31 (Domicile : 27–14; Extérieur : 24–17) | 51–31 (Domicile : 27–14; Extérieur : 24–17) | 51–31 (Domicile : 27–14; Extérieur : 24–17) | 51–31 (Domicile : 27–14; Extérieur : 24–17) |

## Classements

### Saison régulière
| Conférence Est | Conférence Est             | Conférence Est | Conférence Est | Conférence Est | Conférence Est | Conférence Est | Conférence Est |
| No             | Franchise                  | Vic.           | Déf.           | MJ             | V/D            | GB             |                |
| -------------- | -------------------------- | -------------- | -------------- | -------------- | -------------- | -------------- | -------------- |
| 1              | Cavaliers de Cleveland - c | 64             | 18             | 82             | .780           | –              |                |
| 2              | Celtics de Boston - y      | 61             | 21             | 82             | .744           | 3              |                |
| 3              | Knicks de New York - x     | 51             | 31             | 82             | .622           | 13             |                |
| 4              | Pacers de l'Indiana - x    | 50             | 32             | 82             | .610           | 14             |                |
| 5              | Bucks de Milwaukee - x     | 48             | 34             | 82             | .585           | 16             |                |
| 6              | Pistons de Détroit - x     | 44             | 38             | 82             | .537           | 20             |                |
|                |                            |                |                |                |                |                |                |
| 7              | Magic d'Orlando - y        | 41             | 41             | 82             | .500           | 23             |                |
| 8              | Hawks d'Atlanta - pi       | 40             | 42             | 82             | .488           | 24             |                |
| 9              | Bulls de Chicago - pi      | 39             | 43             | 82             | .476           | 25             |                |
| 10             | Heat de Miami - x          | 37             | 45             | 82             | .451           | 27             |                |
|                |                            |                |                |                |                |                |                |
| 11             | Raptors de Toronto - o     | 30             | 52             | 82             | .366           | 34             |                |
| 12             | Nets de Brooklyn - o       | 26             | 56             | 82             | .317           | 38             |                |
| 13             | 76ers de Philadelphie - o  | 24             | 58             | 82             | .293           | 40             |                |
| 14             | Hornets de Charlotte - o   | 19             | 63             | 82             | .232           | 45             |                |
| 15             | Wizards de Washington - o  | 18             | 64             | 82             | .220           | 46             |                |

| Division Atlantique       | V  | D  | MJ | V/D  | GB | Dom   | Ext   | Div  |
| ------------------------- | -- | -- | -- | ---- | -- | ----- | ----- | ---- |
| Celtics de Boston - y     | 61 | 21 | 82 | .744 | –  | 29-13 | 33-8  | 14-2 |
| Knicks de New York - x    | 51 | 31 | 82 | .622 | 10 | 27-14 | 24-17 | 12-4 |
| Raptors de Toronto - o    | 30 | 52 | 82 | .366 | 31 | 18-23 | 12-29 | 8-8  |
| Nets de Brooklyn - o      | 26 | 56 | 82 | .317 | 35 | 12-29 | 14-27 | 3-13 |
| 76ers de Philadelphie - o | 24 | 58 | 82 | .293 | 37 | 12-29 | 12-29 | 3-13 |

### NBA In-Season Tournament
| Rang | Équipe                | %     | J | G | P | Pp  | Pc  | Diff |
| ---- | --------------------- | ----- | - | - | - | --- | --- | ---- |
| 1    | Knicks de New York    | 1.000 | 4 | 4 | 0 | 455 | 425 | 30   |
| 2    | Magic d'Orlando       | .750  | 4 | 3 | 1 | 441 | 396 | 45   |
| 3    | 76ers de Philadelphie | .500  | 4 | 2 | 2 | 408 | 411 | -3   |
| 4    | Nets de Brooklyn      | .250  | 4 | 1 | 3 | 436 | 475 | -39  |
| 5    | Hornets de Charlotte  | .000  | 4 | 0 | 4 | 406 | 439 | -33  |

|  | Quarts de finale                     | Quarts de finale                 | Quarts de finale                 | Quarts de finale                 |                         |                         | Demi-finales                     | Demi-finales                     | Demi-finales                     | Demi-finales                     |  |  | Finale                           | Finale                           | Finale                           | Finale                           |
|  |                                      |                                  |                                  |                                  |                         |                         |                                  |                                  |                                  |                                  |  |  |                                  |                                  |                                  |                                  |
|  | 10 décembre 2024 – Milwaukee, WI     | 10 décembre 2024 – Milwaukee, WI | 10 décembre 2024 – Milwaukee, WI | 10 décembre 2024 – Milwaukee, WI |                         |                         | 14 décembre 2024 – Las Vegas, NV | 14 décembre 2024 – Las Vegas, NV | 14 décembre 2024 – Las Vegas, NV | 14 décembre 2024 – Las Vegas, NV |  |  | 17 décembre 2024 – Las Vegas, NV | 17 décembre 2024 – Las Vegas, NV | 17 décembre 2024 – Las Vegas, NV | 17 décembre 2024 – Las Vegas, NV |
|  | 10 décembre 2024 – Milwaukee, WI     | 10 décembre 2024 – Milwaukee, WI | 10 décembre 2024 – Milwaukee, WI | 10 décembre 2024 – Milwaukee, WI |                         |                         | 14 décembre 2024 – Las Vegas, NV | 14 décembre 2024 – Las Vegas, NV | 14 décembre 2024 – Las Vegas, NV | 14 décembre 2024 – Las Vegas, NV |  |  | 17 décembre 2024 – Las Vegas, NV | 17 décembre 2024 – Las Vegas, NV | 17 décembre 2024 – Las Vegas, NV | 17 décembre 2024 – Las Vegas, NV |
|  | Bucks de Milwaukee                   | Bucks de Milwaukee               | 114                              | 114                              |                         |                         | 14 décembre 2024 – Las Vegas, NV | 14 décembre 2024 – Las Vegas, NV | 14 décembre 2024 – Las Vegas, NV | 14 décembre 2024 – Las Vegas, NV |  |  | 17 décembre 2024 – Las Vegas, NV | 17 décembre 2024 – Las Vegas, NV | 17 décembre 2024 – Las Vegas, NV | 17 décembre 2024 – Las Vegas, NV |
|  | Bucks de Milwaukee                   | Bucks de Milwaukee               | 114                              | 114                              |                         |                         | 14 décembre 2024 – Las Vegas, NV | 14 décembre 2024 – Las Vegas, NV | 14 décembre 2024 – Las Vegas, NV | 14 décembre 2024 – Las Vegas, NV |  |  | 17 décembre 2024 – Las Vegas, NV | 17 décembre 2024 – Las Vegas, NV | 17 décembre 2024 – Las Vegas, NV | 17 décembre 2024 – Las Vegas, NV |
|  | Magic d'Orlando                      | Magic d'Orlando                  | 109                              | 109                              |                         |                         | 14 décembre 2024 – Las Vegas, NV | 14 décembre 2024 – Las Vegas, NV | 14 décembre 2024 – Las Vegas, NV | 14 décembre 2024 – Las Vegas, NV |  |  | 17 décembre 2024 – Las Vegas, NV | 17 décembre 2024 – Las Vegas, NV | 17 décembre 2024 – Las Vegas, NV | 17 décembre 2024 – Las Vegas, NV |
|  | Magic d'Orlando                      | Magic d'Orlando                  | 109                              | 109                              | Bucks de Milwaukee      | Bucks de Milwaukee      | 110                              | 110                              |                                  |                                  |  |  | 17 décembre 2024 – Las Vegas, NV | 17 décembre 2024 – Las Vegas, NV | 17 décembre 2024 – Las Vegas, NV | 17 décembre 2024 – Las Vegas, NV |
|  | 11 décembre 2024 – New York, NY      |                                  |                                  |                                  | Bucks de Milwaukee      | Bucks de Milwaukee      | 110                              | 110                              |                                  |                                  |  |  | 17 décembre 2024 – Las Vegas, NV | 17 décembre 2024 – Las Vegas, NV | 17 décembre 2024 – Las Vegas, NV | 17 décembre 2024 – Las Vegas, NV |
|  |                                      |                                  | Hawks d'Atlanta                  | Hawks d'Atlanta                  | 102                     | 102                     |                                  |                                  |                                  |                                  |  |  | 17 décembre 2024 – Las Vegas, NV | 17 décembre 2024 – Las Vegas, NV | 17 décembre 2024 – Las Vegas, NV | 17 décembre 2024 – Las Vegas, NV |
|  | Knicks de New York                   | Knicks de New York               | Hawks d'Atlanta                  | Hawks d'Atlanta                  | 102                     | 102                     | 100                              | 100                              |                                  |                                  |  |  | 17 décembre 2024 – Las Vegas, NV | 17 décembre 2024 – Las Vegas, NV | 17 décembre 2024 – Las Vegas, NV | 17 décembre 2024 – Las Vegas, NV |
|  | Knicks de New York                   | Knicks de New York               | 14 décembre 2024 – Las Vegas, NV |                                  |                         |                         | 100                              | 100                              |                                  |                                  |  |  | 17 décembre 2024 – Las Vegas, NV | 17 décembre 2024 – Las Vegas, NV | 17 décembre 2024 – Las Vegas, NV | 17 décembre 2024 – Las Vegas, NV |
|  | Hawks d'Atlanta                      | Hawks d'Atlanta                  | 108                              | 108                              |                         |                         |                                  |                                  |                                  |                                  |  |  | 17 décembre 2024 – Las Vegas, NV | 17 décembre 2024 – Las Vegas, NV | 17 décembre 2024 – Las Vegas, NV | 17 décembre 2024 – Las Vegas, NV |
|  | Hawks d'Atlanta                      | Hawks d'Atlanta                  | 108                              | 108                              | Bucks de Milwaukee      | Bucks de Milwaukee      | 97                               | 97                               |                                  |                                  |  |  |                                  |                                  |                                  |                                  |
|  | 10 décembre 2024 – Oklahoma City, OK |                                  |                                  |                                  | Bucks de Milwaukee      | Bucks de Milwaukee      | 97                               | 97                               |                                  |                                  |  |  |                                  |                                  |                                  |                                  |
|  |                                      |                                  | Thunder d'Oklahoma City          | Thunder d'Oklahoma City          | 81                      | 81                      |                                  |                                  |                                  |                                  |  |  |                                  |                                  |                                  |                                  |
|  | Thunder d'Oklahoma City              | Thunder d'Oklahoma City          | Thunder d'Oklahoma City          | Thunder d'Oklahoma City          | 81                      | 81                      | 118                              | 118                              |                                  |                                  |  |  |                                  |                                  |                                  |                                  |
|  | Thunder d'Oklahoma City              | Thunder d'Oklahoma City          |                                  |                                  |                         |                         |                                  |                                  |                                  |                                  |  |  |                                  |                                  |                                  |                                  |
|  | Mavericks de Dallas                  | Mavericks de Dallas              | 104                              | 104                              |                         |                         |                                  |                                  |                                  |                                  |  |  |                                  |                                  |                                  |                                  |
|  | Mavericks de Dallas                  | Mavericks de Dallas              | 104                              | 104                              | Thunder d'Oklahoma City | Thunder d'Oklahoma City | 111                              | 111                              |                                  |                                  |  |  |                                  |                                  |                                  |                                  |
|  | 11 décembre 2024 – Houston, TX       |                                  |                                  |                                  | Thunder d'Oklahoma City | Thunder d'Oklahoma City | 111                              | 111                              |                                  |                                  |  |  |                                  |                                  |                                  |                                  |
|  |                                      |                                  | Rockets de Houston               | Rockets de Houston               | 96                      | 96                      |                                  |                                  |                                  |                                  |  |  |                                  |                                  |                                  |                                  |
|  | Rockets de Houston                   | Rockets de Houston               | Rockets de Houston               | Rockets de Houston               | 96                      | 96                      | 91                               | 91                               |                                  |                                  |  |  |                                  |                                  |                                  |                                  |
|  | Rockets de Houston                   | Rockets de Houston               |                                  |                                  |                         |                         |                                  | 91                               |                                  |                                  |  |  |                                  |                                  |                                  |                                  |
|  | Warriors de Golden State             | Warriors de Golden State         | 90                               | 90                               |                         |                         |                                  |                                  |                                  |                                  |  |  |                                  |                                  |                                  |                                  |
|  | Warriors de Golden State             | Warriors de Golden State         | 90                               | 90                               |                         |                         |                                  |                                  |                                  |                                  |  |  |                                  |                                  |                                  |                                  |
|  |                                      |                                  |                                  |                                  |                         |                         |                                  |                                  |                                  |                                  |  |  |                                  |                                  |                                  |                                  |